# Waals Weekblad
Het Waals Weekblad is een Nederlandstalig Waals weekblad, uitgegeven op internet door Ren de Vree, een gepensioneerde Nederlandse journalist, die in Roy in de Belgische Ardennen woont.
Het biedt Nederlandstaligen in Wallonië een selectie van opvallend Waals nieuws in het Nederlands. De bronnen van de berichtgeving zijn Waalse kranten en televisiezenders.
De site was 'site van de dag' in De Morgen. Volgens De Tijd was het Waals Weekblad "beslist een onderscheiding waard". NRC Handelsblad schreef ook over de site.